# خودروی سه‌چرخ

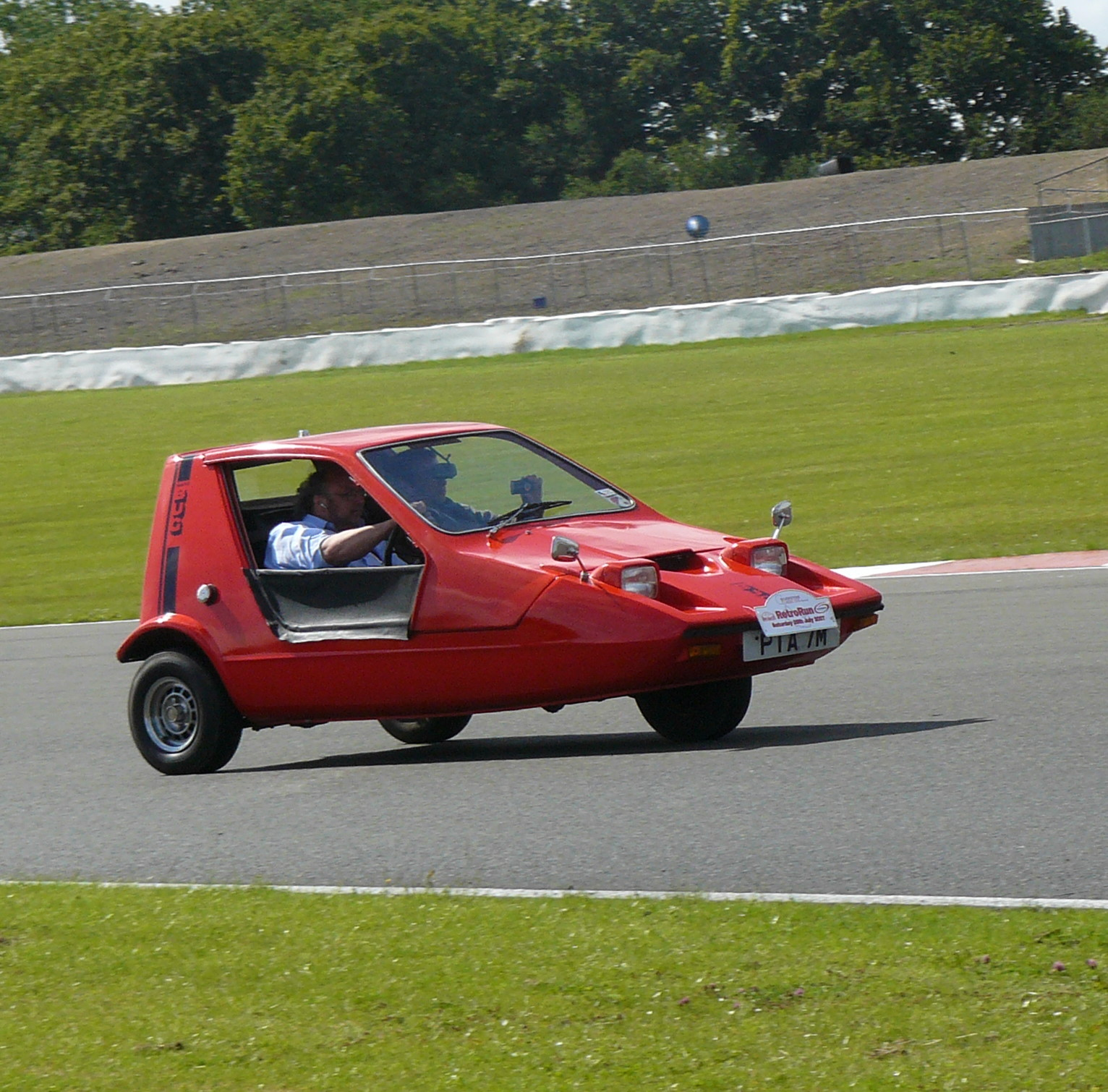
باند باگ

خودروی سه‌چرخ یک مدل وسیله نقلیه با سه چرخ است. موتورهای سه چرخه هم جزو این خودروها هستند که ممکن است به صورت قانونی به عنوان موتور سیکلت طبقه‌بندی شوند، در حالی که از نظر دیگران سه‌چرخه بدون موتور هستند، بعضی از آنها وسایل نقلیه مخصوص حمل و نقل انسان‌ها و حیوانات هستند.